# 81 г. пр.н.е.
81 (осемдесет и първа) година преди новата ера (пр.н.е.) е година от доюлианския (Помпилийски) римски календар.

## Събития

### В Римската република
- Диктатор на Римската република е Луций Корнелий Сула. Консули са Марк Тулий Декула и Гней Корнелий Долабела.
- Сула въвежда законодателство силно ограничаващо властта на трибуните. Сенатът е натоварен с избора на трибуни, а на избраните е забранено впоследствие да заемат други магистратски постове.[1]
- Сула добавя 300 сенатори към състава на Сената и превръща 10000 освободени роби на проскрибираните си врагове в свои клиенти.[1]
- 27-28 януари – триумф на Сула за победи над Митридат VI.[2]
- Гней Помпей, действащ от името на Сула, разбива Гней Домиций Ахенобарб и отвоюва контрола над Африка. Войниците приветстват победилия комадир като император, а самият Помпей убеждава Сула да го награди с триумф, въпреки че не притежава сенаторски ранг.[3]
- 12 март – триумф на Помпей за победата в Африка.[3]
- 1 юни – формален край на проскрипциите.
- Втората Митридатова война завършва със запазване на статуквото.

## Починали
- Гней Домиций Ахенобарб (претор), римски политик (екзекутиран)
- Квинт Лукреций Офела, римски военачалник
- Гай Норбан, римски политик